# José Llompart
José Llompart SJ (* 3. März 1930 in Palma de Mallorca; † 22. April 2012 in Tokio) war ein spanischer Jesuit, Rechtswissenschaftler und Hochschullehrer. Er war die meiste Zeit seines Lebens in Japan tätig.

## Leben
Llompart besuchte das Colegio de Montesión de los Jesuitas in Palma de Mallorca und trat als Siebzehnjähriger im Jahr 1947 dem Jesuitenorden bei. Er begann sein Theologiestudium am Noviziat des Klosters Veruela in Saragossa. Nach Abschluss des Studiums reiste er 1954 zum ersten Mal nach Japan, um dort als Missionar tätig zu werden. Dort lernte er die japanische Sprache. Im Anschluss wurde er von seiner Ordensgemeinschaft nach Deutschland geschickt. An der Universität Bonn vertiefte er seine theologischen Kenntnisse und studierte Rechtswissenschaft. In Bonn kam er in Kontakt mit Hans Welzel und Armin Kaufmann. 1961 wurde er zum Priester geweiht. Llompart promovierte 1967 mit einer Arbeit über Die Geschichtlichkeit in der Begründung des Rechts im Deutschland der Gegenwart. Daraufhin kehrte er nach Japan zurück, wo er weiter als Missionar aber zunehmend auch als Wissenschaftler tätig war. An der Sophia-Universität war er mehrere Jahrzehnte Professor für Rechtsphilosophie und Strafrecht. Im Jahr 1988 unternahm er eine ausgedehnte Reise, die ihn über sechs Monate hinweg durch Europa, Lateinamerika und Japan führte. Die gesammelten Erfahrungen hielt er in einem 1989 erschienenen Buch fest.
Llomparts Forschungsinteressen lagen im Bereich der Rechtsphilosophie, des Strafrechts und des Rechtsvergleichs. Die meisten seiner Werke sind auf Japanisch verfasst, er veröffentlichte aber auch mehrere Werke auf Spanisch und Deutsch. Er war befreundet mit dem japanischen Rechtswissenschaftler Dandō Shigemitsu. Er setzte sich besonders für die Abschaffung der Todesstrafe in seiner Wahlheimat Japan ein.

## Schriften (Auswahl)
- Die Geschichtlichkeit in der Begründung des Rechts im Deutschland der Gegenwart (zugl. Diss. Bonn 1967), Metzner, Frankfurt am Main/Berlin 1968.
- „Rechtsphilosophie und Geschichtlichkeit.“ in: Stimmen der Zeit 192 (1974), S. 348–351.
- Die Geschichtlichkeit der Rechtsprinzipien. Zu einem neuen Rechtsverständnis, Klostermann, Frankfurt am Main 1976, ISBN 3-465-01171-6.
- „Gerechtigkeit als geschichtliches Rechtsprinzip.“ in: ARSP 1981, S. 39–60.
- にんげん研究ニッポン人, Shinchōsha, Tokyo 1982.
- „Die geschichtliche und übergeschichtliche Unbeliebigkeit im Naturrechtsdenken der Gegenwart. Eine rechtsphilosophisch-ideengeschichtliche Skizze.“ in: Dorothea Mayer-Maly, Peter M. Simons (Hrsg.): Das Naturrechtsdenken heute und morgen. Gedächtnisschrift für René Marcic, Duncker & Humblot, Berlin 1982, S. 97–116.
- „Naturrecht als geschichtliches Recht.“ In: Archiv für Rechts- und Staatsphilosophie, Supplementa Vol. 1, Part 4 (1983), S. 33–45.
- mit Mitsukuni Yasaki, Alois Troller (Hrsg.): Japanisches und europäisches Rechtsdenken. Versuch einer Synthese philosophischer Grundlagen (= Rechtstheorie, 16. Band (1985), Heft 2/3), Duncker & Humblot, Berlin 1985, ISBN 978-3-428-05993-5.
- mit Takeo Kuwahara: Origin and Evolution of the Principle of Sovereignty of the People. With Special Reference to the Contract Theory of Suarez, Seibundo, Tokyo 1985.
- Teoría y realidad del Derecho. Un viaje a Chile desde el Japón pasando por Europa, Edeval, Valparaíso 1989.
- „Subjektives und objektives Strafrecht als Anfang und Ende der Strafrechtsdogmatik. Eine ideengeschichtliche und rechtsvergleichende Skizze.“ in: Gerhard Dornseifer et al. (Hrsg.): Gedächtnisschrift für Armin Kaufmann, Carl Heymanns, Köln u. a. 1989, ISBN 3-452-21468-0, S. 95–112.
- Dichotomisierung in der Theorie und Philosophie des Rechts, Duncker & Humblot, Berlin 1993, ISBN 978-3-428-07804-2.
- „Recht und Sittlichkeit. Die juristische Positivierung der Sittlichkeit im Westen und die juristische Funktion der Sittlichkeit im Osten.“ in: Fritjof Haft et al. (Hrsg.): Strafgerechtigkeit. Festschrift für Arthur Kaufmann zum 70. Geburtstag. C. F. Müller, Heidelberg 1993, ISBN 3-8114-1393-7, S. 681–694.
- „Kann noch heute die Rechtsgeltung begründet werden? Einige Bemerkungen zum heutigen Stand der säkularen Rechtsphilosophie.“ in: Knut Amelung et al. (Hrsg.): Strafrecht. Biorecht. Rechtsphilosophie. Festschrift für Hans-Ludwig Schreiber zum 70. Geburtstag am 10. Mai 2003. C. F. Müller, Heidelberg 2003, ISBN 3-8114-5133-2, S. 971–984.
- Católicos y protestantes. ¿Qué tienen en común y en qué se distinguen? Delia, 2007, ISBN 9788489391727.